# Мілютін Олексій Віталійович
Олексій Віталійович Мілютін (нар. 10 червня 1995, Київ, Україна) — український футболіст, лівий захисник «Чайки» (Петропавлівська Борщагівка).

## Клубна кар'єра

### «Динамо» (Київ)
Народився в Києві. Вихованець столичного «Динамо», у структурі якого займався з 2002 року. У лютому 2012 року побував на тренувальному зборі київського «Динамо-2» в Туреччині, а вже 29 лютого підписав свій перший професіональний контракт. Виступав за другу динамівську команду в контрольних поєдинках. Проте починаючи з сезону 2012/13 років виступав за «Динамо» (U-19), у футболці якого дебютував 1 серпня 2012 року в переможному (2:1) поєдинку юнацького чемпіонату України проти «Карпат» (U-19). А вже через 2 дні, 3 серпня 2012 року, дебютував за «Динамо» (U-21) в нічийному (1:1) поєдинку молодіжного чемпіонату України проти криворізького «Кривбасу». Потрапляв до заявки на сезон 2013/14 років першої команди «Динамо», проте за списком «Б». Проте до завершення сезону 2013/14 років виступав виключно за юнацьку та молодіжну команду «Динамо».

### Вояж до Словаччини
У 2015 році виїхав до сусідньої Словаччини, де підписав контракт зі сабіновським «Слованом», за який зіграв 3 матчі. Наступного року перейшов до «Одеви». У футболці нового клубу дебютував 6 серпня 2016 року в нічийному (0:0) виїзному поєдинку 1-о туру Другої ліги проти «Ліптовського Мікулаша». Олексій вийшов на поле в стартовому складі та відіграв увесь матч. Дебютним голом за ліпанський клуб відзначився 13 серпня 2016 року на 20-й хвилині програного (1:3) виїзного поєдинку 2-о туру Другої ліги проти «Попраду». Мілютін вийшов на поле в стартовому складі та відіграв увесь матч. У складі «Одеви» зіграв 27 матчів у Другій лізі, в яких відзначився 1 голом, а також провів 1 матч у кубку Словаччини. 
У 2017 році підписав контракт з «Татраном». Дебютував у словацькій Суперлізі 4 серпня 2017 року в поєдинку проти «Нітри». У сезоні 2017/18 років у вишщому дивізіоні словацького чемпіонату зіграв 12 матчів, ще1 поєдинок провів у кубку країни. Виступав також за другу команду пряшівського клубу. У 2018 році перейшов в оренду до нижчолігового клубу «Банік» (Легота под Врачником), який є резервною командою «Слована» (Подградьє). Згодом перейшов до команди на постійній основі. Під час зимової перерви сезону 2018/19 років повернувся до «Одеви». У другій частині сезону зіграв у 12-и матчах Другої ліги.

### «Чайка»
Напередодні старту сезону 2019/20 років повернувся до України, де підписав контракт з «Чайкою». Дебютував за команду з Петропавловської Борщагівки 28 липня 2019 року в нічийному (0:0) виїзному поєдинку 1-о туру Другої ліги групи А проти «Калуша». Мілютін вийшов на поле в стартовому складі, а на 76-й хвилині отримав другу жовту картку, через що достроково завершив матч.

## Кар'ра в збірній
У 2012 році провів 2 поєдинки у футболці юнацької збірної України (U-18).